# Abdul Gani Patail
Abdul Gani Patail, né le 6 octobre 1955, est un ancien procureur général de Malaisie (2002-2015). Il a dirigé un groupe de travail spécial enquêtant sur des milliards de ringgits dans le compte personnel du Premier ministre Najib Razak (Scandale de 1Malaysia Development Berhad),.
Le 28 juillet 2015, le secrétaire en chef du gouvernement, Ali Hamsa, a annoncé qu'Abdul Gani avait démissionné pour des raisons de santé et avait été remplacé par l'ancien juge de la Cour fédérale Mohamed Apandi Ali,, mais Abdul Gani a déclaré qu'il n'était pas au courant de son licenciement. Le 30 juillet, Sarawak Report a affirmé qu'Abdul Gani avait été licencié pour avoir préparé des accusations contre Najib Razak.

## Procureur général de Malaisie (2002-2015)
En tant que procureur général, Abdul Gani dirigeait le groupe de travail spécial multi-agences qui enquête sur Scandale de 1Malaysia Development Berhad (1MDB).
Les critiques ont critiqué le retrait brutal d'Abdul Gani et l'ont présenté comme une tentative de Najib Razak d'éviter les poursuites.
Le 16 mai 2018, le Premier ministre Mahathir Mohamad, à la suite d'une réunion avec Abdul Gani, a révélé que ce dernier lui avait dit qu'il était en train de se préparer à accuser Najib lorsqu'il a été écarté.